# Abram Dragomirow
Abram Michajłowicz Dragomirow, ros. Абрам Михайлович Драгомиров (ur. 9 kwietnia?/21 kwietnia 1868 w Czernichowie, zm. 9 grudnia 1955 w Gagny we Francji) – rosyjski wojskowy (generał kawalerii), emigracyjny działacz wojskowy, oficer rezerwy Sił Zbrojnych Komitetu Wyzwolenia Narodów Rosji pod koniec II wojny światowej.

## Życiorys
W 1887 ukończył Korpus Paziów. Służył w Siemionowskim Pułku Lejbgwardii. W 1893 r. ukończył Nikołajewską Akademię Sztabu Generalnego, po czym dostał przydział jako starszy adiutant do sztabu 2 Kaukaskiej Dywizji Kawalerii. Od 4 sierpnia 1895 r. był oberoficerem do specjalnych poruczeń przy dowódcy wojsk Kaukaskiego Okręgu Wojskowego, zaś od 21 stycznia 1898 – przy sztabie XXI Korpusu Armijnego. 6 grudnia tego roku został sztabsoficerem do specjalnych poruczeń przy sztabie XIX korpusu armijnego. 9 grudnia 1902 r. objął funkcję szefa sztabu 7 Dywizji Kawalerii, zaś 24 lutego 1903 – 10 Dywizji Kawalerii. Od 23 lutego 1910 r. dowodził 9 Kijowskim Pułkiem Kawalerii. 24 maja 1912 w stopniu generała majora został szefem sztabu garnizonu twierdzy w Kownie. 7 sierpnia tego roku objął dowództwo 2 brygady 9 Dywizji Kawalerii, zaś 27 listopada – 2 Samodzielnej Brygady Kawalerii. Brał udział w I wojnie światowej. 16 sierpnia 1914 r. awansował do stopnia generała lejtnanta. Od grudnia tego roku dowodził 16 Dywizją Kawalerii, w którą została rozwinięta 2 samodzielna brygada kawalerii. 6 kwietnia 1915 przejął dowodzenie IX Korpusem Kawalerii. W 1916 r. awansował do stopnia generała kawalerii. 14 sierpnia tego roku został dowódcą 5 Armii. Od kwietnia 1917 dowodził frontem północnym. 1 czerwca tego roku został przeniesiony do rezerwy. W czasie wojny był odznaczony Orderem Św. Jerzego 3 i 4 klasy. Pod koniec 1917 przybył nad Don, gdzie pomagał gen. M. W. Aleksiejewowi formować kozackie oddziały wojskowe białych. Od 20 sierpnia 1920 r. był zastępcą gen. M. W. Aleksiejewa. Po jego śmierci 26 września tego roku gen. A. M. Dragomirow został przedstawicielem przy głównodowodzącym wojskami białych gen. Antonie I. Denikinie. Od czerwca 1919 r. był gubernatorem wojskowym zdobytego przez białych w tym miesiącu Charkowa. Od września tego roku dowodził wojskami w regionie kijowskim. Od 2 stycznia 1920 znajdował się w dyspozycji gen. A. I. Denikina. W marcu tego roku został przewodniczącym rady wojennej, zwołanej w celu wyboru nowego głównodowodzącego wojskami białych. 4 września stanął na czele kapituły Orderu Św. Mikołaja Cudotwórcy. Następnie został zastępcą przewodniczącego komisji zajmującej się ewakuacją wojsk z Noworosyjska, po czym sam ewakuował się do Konstantynopola. Zamieszkał w Serbii, w 1931 przeniósł się do Francji, w 1934 r. powrócił do Serbii, a następnie przyjechał do Austrii. W obu krajach działał w Rosyjskim Związku Ogólnowojskowym (ROWS). W latach 1924–1939 pełnił funkcję generała do specjalnych poruczeń przy przewodniczącym ROWS. Jednocześnie od czerwca 1931 r. do sierpnia 1934 r. stał na czele Stowarzyszenia Oficerów Sztabu Generalnego przy I oddziale ROWS. W okresie II wojny światowej podjął współpracę z Niemcami. Popierał rosyjski ruch wyzwoleńczy gen. Andrieja A. Własowa. Na pocz. 1945 r. znalazł się w rezerwie oficerskiej Sił Zbrojnych Komitetu Wyzwolenia Narodów Rosji. Po zakończeniu wojny żył we Francji, gdzie zmarł 9 grudnia 1955 r.